# Loveridgea ionidesii
Espèce
Synonymes
- Amphisbaena ionidesii Battersby, 1950

Statut de conservation UICN

 LC  : Préoccupation mineure
Loveridgea ionidesii est une espèce d'amphisbènes de la famille des Amphisbaenidae.

## Répartition
Cette espèce est endémique de Tanzanie.

## Publication originale
- Battersby, 1950 : A new amphisbaenid lizard from Tanganika territory and notes on the rare snake Chilorhinophis. Annals and Magazine of Natural History, ser. 12, vol. 3, p. 413-417.